# Tale of Us
Tale of Us är en italiensk musikproducent- och DJ-duo bestående av Carmine Conte och Matteo Milleri.

## Biografi
Carmine Conte är född i Toronto och Matteo Milleri i New York. De båda flyttade till Italien i unga år och möttes i Milano 2008 samtidigt som de studerade ljudteknik vid SAE Institute. Efter att ha lämnat Milano och flyttat till Berlin började de producera musik tillsammans och släppte sin debut-EP Dark Song 2011. Duon släppte sitt första album, Endless, på Deutsche Grammophon 2017.
Tale of Us grundade år 2016 skivbolaget Afterlife som även organiserar konserter med DJ:ar och artister som till stor del har släppt musik genom skivbolaget.
Conte och Milleri har sedan 2021 släppt musik med deras respektive soloprojekt MRAK (Conte) och Anyma (Milleri).